# Ranunculus sabinei
Ranunculus sabinei là một loài thực vật có hoa trong họ Mao lương. Loài này được R. Br. miêu tả khoa học đầu tiên năm 1824.